# Lansdowne Parish Church

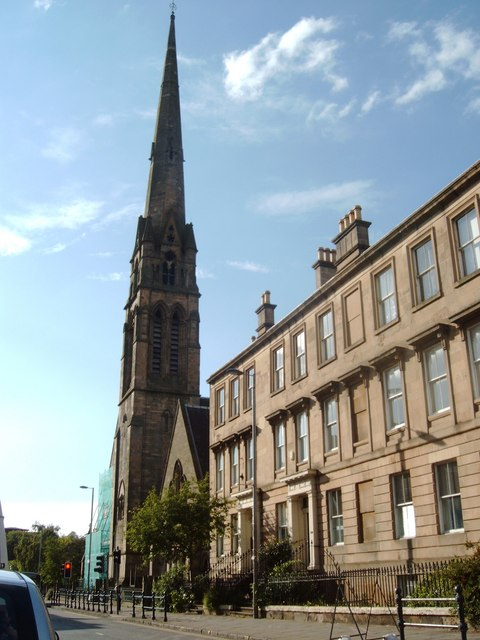
Lansdowne Parish Church

Die Lansdowne Parish Church ist eine ehemalige Pfarrkirche der presbyterianischen Church of Scotland in der schottischen Stadt Glasgow. 1970 wurde das Bauwerk in die schottischen Denkmallisten zunächst in der Kategorie B aufgenommen. 1986 erfolgte die Hochstufung in die höchste Denkmalkategorie A.

## Geschichte
Der Kirchenbau nach einem Entwurf des schottischen Architekten John Honeyman wurde 1862 begonnen und im Dezember des folgenden Jahres abgeschlossen. Die Skulpturen schuf John Mossman. Die Gesamtkosten beliefen sich auf 12.400 £. 1865 wurden drei von Ward and Hughes gestaltete Bleiglasfenster in die Apsis eingesetzt. 1873 wurden Ergänzungen hinzugefügt. Ursprünglich für die United Presbyterian Church of Scotland erbaut, gelangte die Kirche über Fusionen zur Church of Scotland. Das als Triptychon gearbeitete Kriegerdenkmal wurde 1923 von Evelyn Beale gestaltet. Die Fenster des Querschiffs gestalteten Alfred Webster 1913 und Gordon Webster in den 1950er Jahren.
Zunächst als Pfarrkirche genutzt, fusionierte die Kirchengemeinde in den 2010er Jahren mit der benachbarten Gemeinde. Als Pfarrkirche wurde die nahegelegene Kelvin Stevenson Memorial Church auserkoren, wodurch die Lansdowne Parish Church obsolet wurde. Bereits 2010, noch zu Zeiten der Nutzung, wurde das Gebäude in das Register gefährdeter denkmalgeschützter Bauwerke in Schottland aufgenommen. Im Rahmen einer Begehung im Jahre 2014 wurde sein Zustand als verhältnismäßig gut bei geringer Gefährdung eingestuft.

## Beschreibung
Die Lansdowne Parish Church befindet sich an der Great Western Road (A82) nordwestlich des Stadtzentrums. Sie steht unweit der episkopalen St Mary’s Episcopal Cathedral und der Great Western Road Bridge am Kelvin. Der neogotische Bau weist einen T-förmigen Grundriss auf. Der schlanke, 66 m hohe Glockenturm bildet eine Landmarke entlang der geradlinig verlaufenden Ausfallstraße. Er erhebt sich an der straßenseitigen Südostkante. Er ist mit Lanzettfenstern, Eckfialen und einem oktogonalen Helm mit Lukarnen ausgestaltet. Am Fuße befindet sich das reich ornamentierte spitzbögige Hauptportal. Der hervortretende Flügel des Querschiffs ist mit drei Lanzettfenstern über einer blinden Spitzbogenarkade gestaltet. Entlang des Langhauses ziehen sich Spitzbogenfenster.